# Predsjednički izbori u Sjedinjenim Američkim Državama 2024.
Predsjednički izbori u Sjedinjenim Američkim Državama 2024. bili su 60. predsjednički izbori, održani u utorak 5. studenoga 2024. godine.
Birači su birali predsjednika i potpredsjednika na mandat od četiri godine. Donald Trump, član Republikanske stranke, natjecao se za reizbor za drugi, neuzastopni mandat, nakon što je izgubio od dotadašnjeg predsjednika Joea Bidena na prethodnim izborima 2020. godine. Zbog pritisaka iz stranke Joe Biden objavio je 21. srpnja 2024. povlačenje svoje kandidature za novi mandat, a njegovu kampanju nastavila je dotadašnja potpredsjenica Kamala Harris.
Da su Trump i Biden bili nominirani bio bi to sedmi »revanš« na predsjedničkim izborima i prvi nakon 1956. godine. Do 30. svibnja 2024. Trump je osuđen za 34 kaznena djela koja se odnose na krivotvorenje poslovne dokumentacije, čime je postao prvi predsjednik koji je proglašen krivim za zločin.
Pobjednik ovih izbora trebao bi biti inauguriran 20. siječnja 2025. Predsjednički izbori održani su u isto vrijeme kad i izbori za američki Senat, Zastupnički dom, guvernerska i državna zakonodavna tijela. Biden i Trump osigurali su većinu izaslanika za Demokratsku i Republikansku stranku 12. ožujka. Robert F. Kennedy Jr. pojavio se kao najuspješniji predsjednički kandidat treće stranke nakon Rossa Perota na izborima 1992., natječući se kao nezavisni kandidat. Kennedy je u kasnijem dijelu kampanje podržao Trumpa.
Glavna pitanja kampanje bila su: pobačaj, sigurnost granica i imigracija, zdravstvena skrb, obrazovanje, gospodarstvo, vanjska politika, LGBT prava, klimatske promjene i demokracija.

## Vanjske poveznice
|  | Zajednički poslužitelj ima još gradiva o temi United States presidential election, 2024 |